# 道標

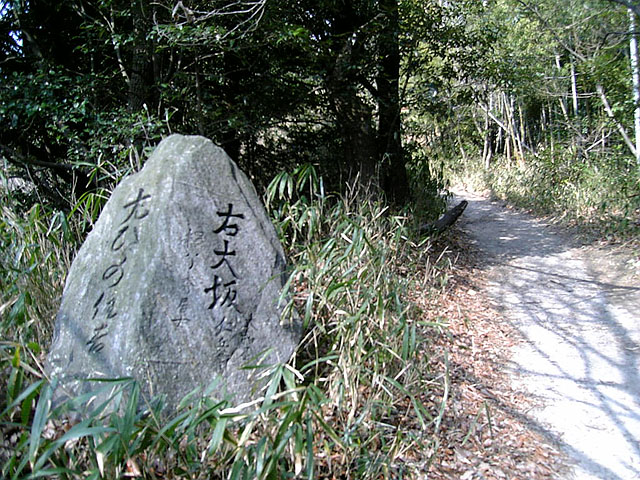
石塊に行先を刻んだ簡素な道標（十三街道（右）とおおと越（左）の分岐点）。 「右 大坂、左 ひらの 住吉 」と読み取れる。（奈良県生駒郡平群町福貴畑）

道標（どうひょう、みちしるべ）は、道路の辻、街道の分岐点に立てられた方向や距離を示す構造物。

## 日本における道標
道路に目的地（主として大きな町）までの距離や方向を示すために設置された。自動車交通が発展する以前に造られたものが多い。設置される場所としては街道の分岐点（追分）などの路傍が多い。町中の表通りの交叉路や山中、峠に設置されることもある。「右」や「左」のように「すぐ」と書いてある道標も多く存在するが、これは普通「直進」を意味する。
- 方向だけでなく標語も記した石造り道標（日本・牛久市）
- 御野立所（おのだてしょ＝天皇の休憩された名蹟）への道標（日本・上街道）
- 遊歩道の道標（日本・京都市）
- 設置された時代とは町並みが変わり今は雑居ビルの階段の下に立つ古い道しるべ（日本・三木市）

## 欧州における道標
英語圏には次のような道標がある。
ガイドポスト（guidepost）・サインポスト（signpost）
道路の分岐点などに設けられ方向や距離などが示されている。
フィンガーポスト（fingerpost）
サインポストと目的は同じであるが方向を指の形（pointing finger）で示している。
マイルストーン（milestone）
1マイルごとに設置される道標。
- トレッキングルートの道標（ポーランド）

## 参考資料
- 武藤善一郎著「大阪の街道と道標」改訂版（ISBN 4-88325-203-5）